# (5895) Žbirka
(5895) Žbirka ist ein Asteroid des Hauptgürtels, der am 16. Oktober 1982 von der tschechischen Astronomin Zdeňka Vávrová am Kleť-Observatorium (IAU-Code 046) bei Český Krumlov in Tschechien entdeckt wurde.
Benannt wurde er am 27. August 2019 nach dem slowakischen Popsänger und Komponisten Miroslav Žbirka (1952–2021), der 1982 als erster slowakischer Interpret den tschechoslowakischen Musikwettbewerb Zlatý slavík gewann.